# Ostryocarpus
Ostryocarpus es un género de plantas con flores  perteneciente a la familia Fabaceae. Comprende 6 especies descritas y de estas, solo 2 aceptadas.

## Taxonomía
El género fue descrito por Joseph Dalton Hooker y publicado en Niger Fl. 316. 1849.

## Especies aceptadas
A continuación se brinda un listado de las especies del género Ostryocarpus aceptadas hasta mayo de 2015, ordenadas alfabéticamente. Para cada una se indica el nombre binomial seguido del autor, abreviado según las convenciones y usos.	
- Ostryocarpus riparius Hook. f.
- Ostryocarpus zenkerianus (Harms) Dunn